# Лагу
Лагу (порт. Lago; МФА: [ˈɫa.gu]) — парафія в Португалії, у муніципалітеті Амареш. Розташована в північно-західній частині країни, на теренах історичної португальської провінції Дору-Міню. Входить до складу округу Брага. За адміністративним поділом, чинним до 1976 року, терени парафії були складовою провінції Міню. Належить до Бразької архідіоцезії Католицької церкви. Патрон — Мартин Турський. Площа — 3,9901 км². Населення — 1910 ос. (2011). Середньо урбанізований регіон. Густота населення — 478,68 осіб/км²
. Код — 030113.

## Населення
| Кількість мешканців | Кількість мешканців | Кількість мешканців | Кількість мешканців | Кількість мешканців | Кількість мешканців | Кількість мешканців | Кількість мешканців | Кількість мешканців | Кількість мешканців | Кількість мешканців | Кількість мешканців | Кількість мешканців | Кількість мешканців | Кількість мешканців |
| ------------------- | ------------------- | ------------------- | ------------------- | ------------------- | ------------------- | ------------------- | ------------------- | ------------------- | ------------------- | ------------------- | ------------------- | ------------------- | ------------------- | ------------------- |
| 1864                | 1878                | 1890                | 1900                | 1911                | 1920                | 1930                | 1940                | 1950                | 1960                | 1970                | 1981                | 1991                | 2001                | 2011                |
| 696                 | 685                 | 757                 | 818                 | 813                 | 805                 | 842                 | 986                 | 1 091               | 1 099               | 1 130               | 1 439               | 1 651               | 1 955               | 1 910               |